# تنوع زیستی حشرات
تنوع زیستی حشرات بخش بزرگی از کل تنوع زیستی روی کره زمین را تشکیل می‌دهد - بیش از نیمی از ۱٫۵ میلیون گونه ارگانیسم توصیف شده، به عنوان حشرات طبقه‌بندی می‌شوند.

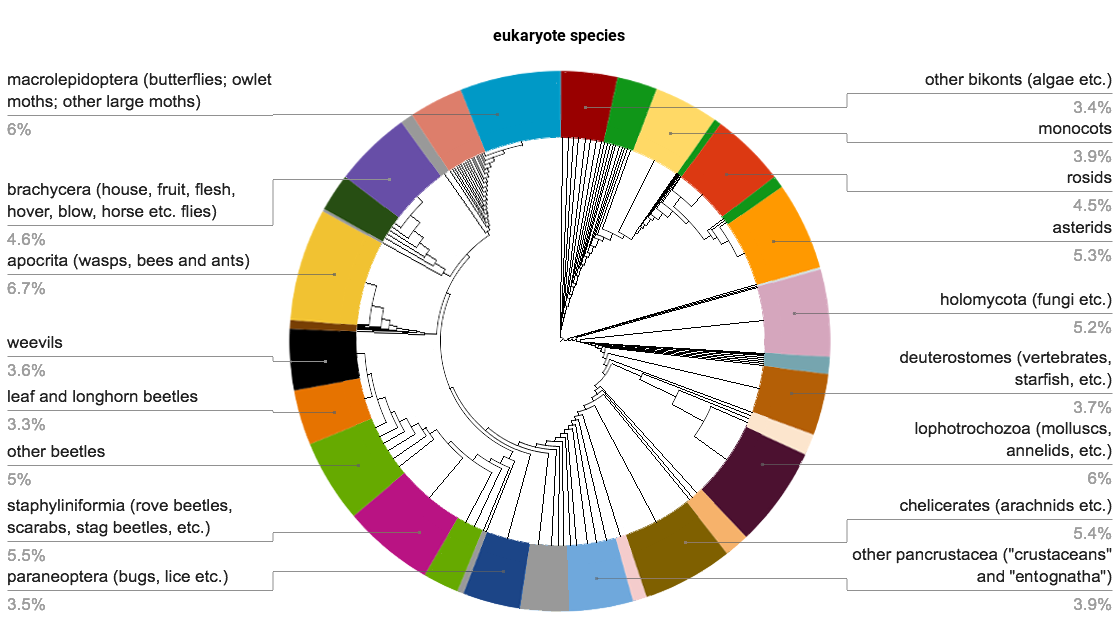
نمودار دایره‌ای از گونه‌های یوکاریوت توصیف‌شده، که نشان می‌دهد کمی بیش از نیمی از آنها حشره هستند

## تنوع گونه‌ای
تخمین‌ها دربارهٔ تعداد کل گونه‌های حشرات یا گونه‌های مربوط به راسته‌های خاص اغلب بسیار متغیر هستند. به‌طور میانگین، پیش‌بینی‌های جهانی حاکی از آن است که حدود ۱٫۵ میلیون گونه سوسک و ۵٫۵ میلیون گونه حشره وجود دارد، در حالی که در حال حاضر تنها حدود ۱ میلیون گونه حشره شناسایی و توصیف شده‌اند. از میان تمام گونه‌های جانوری توصیف‌شده، بین ۹۵۰ هزار تا ۱ میلیون گونه به حشرات تعلق دارد؛ بنابراین، بیش از ۵۰ درصد از تمام یوکاریوتهای توصیف‌شده (معادل ۱٫۸ میلیون گونه)، حشرات هستند (به تصویر مراجعه شود). با در نظر گرفتن تنها ۹۵۰ هزار گونه غیرحشره‌ای شناخته‌شده، اگر تعداد واقعی گونه‌های حشرات ۵٫۵ میلیون باشد، این گروه ممکن است بیش از ۸۰ درصد از کل گونه‌ها را تشکیل دهند. با توجه به اینکه سالانه تنها حدود ۲۰ هزار گونه جدید از تمام موجودات زنده توصیف می‌شوند، به احتمال زیاد بیشتر گونه‌های حشرات ناشناخته باقی خواهند ماند، مگر آن‌که سرعت توصیف گونه‌ها به‌طور چشم‌گیری افزایش یابد.
از میان ۲۴ راسته شناسایی‌شده حشرات، پنج راسته از نظر تعداد گونه‌های توصیف‌شده غالب هستند؛ این راسته‌ها عبارت‌اند از: قاب‌بالان، پروانه‌سانان و شب‌پره، مگس و پشه، مورچه‌ها، زنبورها، زنبور بی‌عسل و اره‌مگس و نیم‌بالان که شامل حشرات مکنده واقعی مانند جیرجیرک‌ها، شته‌ها، زنجره‌ها، ساس‌ها و حشرات شکاری می‌شوند. دست‌کم ۹۰۰٬۰۰۰ گونه توصیف‌شده — معادل حدود ۹۰ درصد از تمام حشرات شناخته‌شده— به این پنج راسته تعلق دارند که هر یک بیش از ۱۰۰٬۰۰۰ گونه دارند؛ در حالی‌که راسته ششم از نظر تنوع، یعنی راسته راست‌بالان که شامل ملخ آفت، ملخ‌ها و جیرجیرک‌هامی‌شود، کمتر از ۲۴٬۰۰۰ گونه دارد.
شواهد فسیلی مربوط به حشرات به صدها میلیون سال پیش بازمی‌گردد. این شواهد نشان می‌دهند که در طول زمان، همواره سطحی از گونه‌زایی و انقراض گونه‌های قدیمی در جریان بوده است. گاهی نیز این رکورد فسیلی نشانه‌هایی از انقراض‌های دسته‌جمعی حشرات را نشان می‌دهد. رویداد انقراض پرمین–تریاس بیشترین میزان کاهش جمعیت حشرات را در پی داشته و رویداد انقراض کرتاسه–پالئوژن رتبه را از این نظر داراست. پس از این انقراض‌های بزرگ، تنوع حشرات دوباره احیا شده است؛ زیرا در دوره‌هایی خاص، نرخ پیدایش گونه‌های جدید افزایش یافته است — هرچند این روند بازیابی ممکن است میلیون‌ها سال به طول بینجامد.

## حفاظت

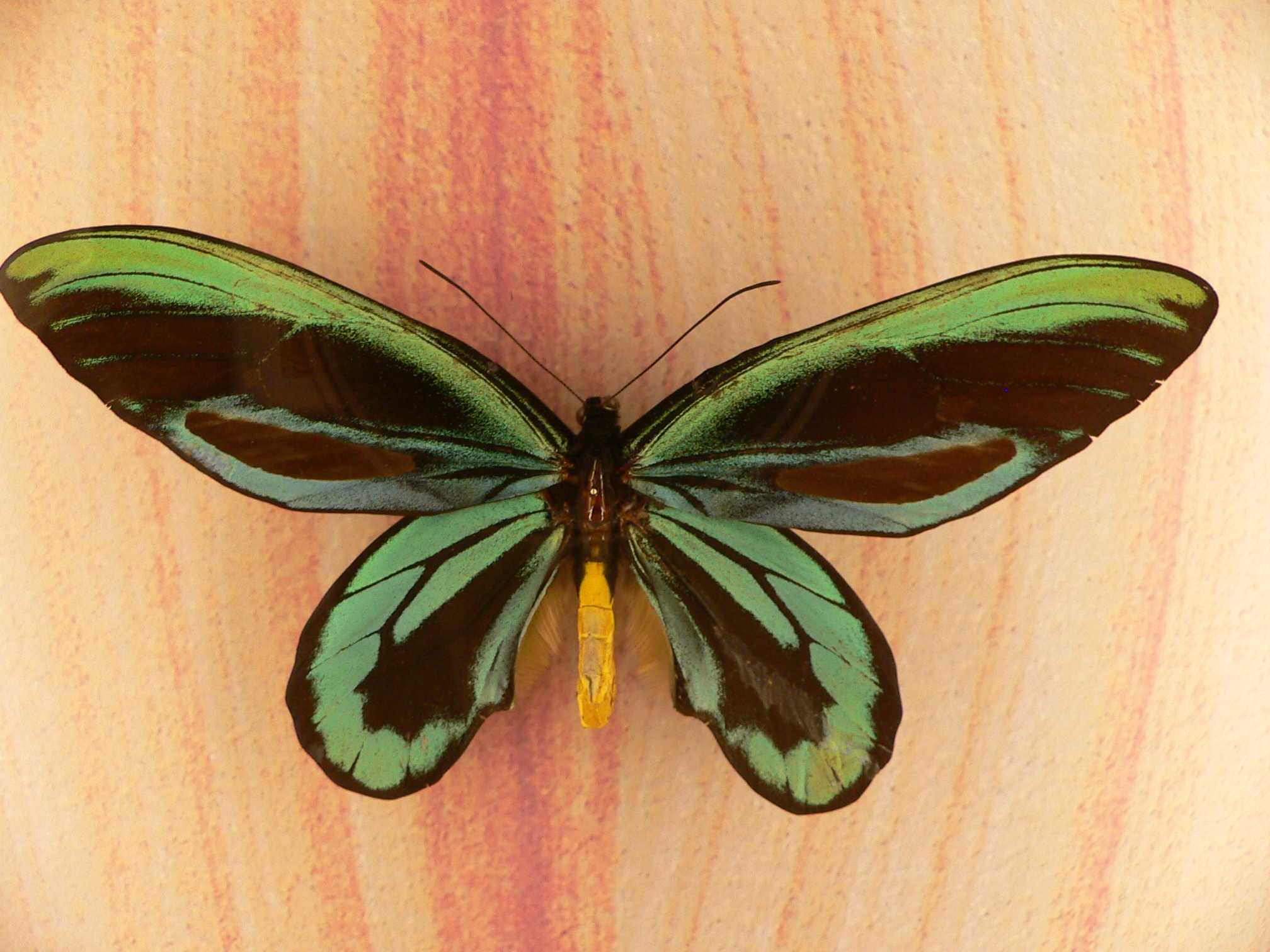
بال‌پرنده‌ای ملکه الکساندرا از پاپوآ گینه نو

در حالی که کاهش تنوع زیستی یک مشکل جهانی به‌شمار می‌رود، حفاظت از زیستگاه‌های مربوط به گونه‌های حشرات نادر بوده و معمولاً در اولویت‌های پایین قرار دارد، اگرچه استثناهایی نیز وجود دارد. در اغلب موارد، حفاظت از حشرات به‌صورت غیرمستقیم انجام می‌شود؛ یا از طریق اختصاص دادن بخش‌های وسیعی از زمین با هدف «حفاظت از مناطق بکر طبیعی»، یا از طریق حفاظت از مهره‌داران کاریزماتیک (جاندارانی که توجه عمومی را جلب می‌کنند).
برخی مطالعات برآورد می‌کنند که جمعیت جهانی حشرات به‌سرعت در حال کاهش است — شاید تا ۸۰٪ در چند دهه اخیر. پدیده‌ای به نام پدیده شیشه جلو خودرو به این موضوع اشاره دارد که افراد هنگام رانندگی‌های طولانی، متوجه می‌شوند که حشرات بسیار کمتری به شیشه جلوی خودرو برخورد می‌کنند؛ و این ممکن است بازتابی از کاهش چشمگیر جمعیت حشرات در سراسر جهان باشد.
حفاظت از یک گونه خاص از حشرات می‌تواند به‌طور غیرمستقیم منجر به حفظ گونه‌های دیگر نیز شود؛ این نوع حفاظت ناخواسته با عنوان گونه چتر شناخته می‌شود. حشراتی که ظاهر جذاب و چشم‌نواز دارند، مانند پروانه‌ها یا سوسک‌های بزرگ و رنگارنگ، می‌توانند به عنوان گونه پرچم عمل کرده و موجب افزایش آگاهی عمومی و کمک‌های مالی برای تلاش‌های حفاظتی شوند.
کشورهای ثروتمندی مانند ایالات متحده آمریکا گونه‌های در معرض تهدید را فهرست می‌کنند و گاه حشرات را نیز در فهرست گونه‌های در خطر انقراض قرار می‌دهند. در سال ۲۰۱۷، بیش از ۸۰ گونه حشره در این فهرست به عنوان گونه‌های در معرض خطر ثبت شده بودند که اکثراً از میان سوسک‌ها یا پروانه‌ها بوده‌اند؛ درصد قابل توجهی از این گونه‌های ثبت‌شده، بومی انحصاری جزایر هاوایی هستند.
گونه‌های مهاجر مانند پروانه شهریار نیازمند روش‌های حفاظتی ویژه هستند. یک گونه مهاجر ممکن است برای دوره‌های مختلف مهاجرتی خود، به چندین زیستگاه در نقاط مختلف نیاز داشته باشد.